# Agalloch
Agalloch – amerykański zespół, którego styl muzyczny bywa określany jako połączenie folk, black i doom metalu, a nawet post-rocka. Agalloch po angielsku oznacza wonną żywicę drzewa aloesowego (Aquilaria agallocha).
W 2016 roku zespół został rozwiązany.

## Historia zespołu
Zespół powstał w 1996 roku w Portland, w stanie Oregon w Stanach Zjednoczonych. Grupę założył John Haughm oraz Shane Breyer, potem dołączył do nich Don Anderson. Jesienią 1996 roku Agalloch nagrał pierwszą taśmę demo From Which of This Oak. Nagranie to ujawniło wiele blackmetalowych wpływów. Zaraz potem składu zespołu dopełnił Jason William Walton jako basista.
W 1998 roku Agalloch zwrócił na siebie uwagę wytwórni The End Records, która zaoferowała kontrakt – zaowocowało to albumem Pale Folklore. Płyta ta zawiera mniej motywów blackmetalowych, a więcej w nim było akcentów folkowych oraz neoklasycznych przerywników. Po zakończeniu nagrań zespół opuścił Breyer. Po okresie ciszy Agalloch wypuścił minialbum zawierający materiał z lat 1998-2001, zatytułowany Of Stone, Wind and Pillor. Na płycie znalazł się m.in. cover folkowego zespołu Sol Invictus – "Kneel To The Cross", który został wydany później na kompilacji Sol Lucet Omnibus, poświęconej właśnie tej formacji. W ciągu 2001 roku, aż do początku roku następnego, Agalloch nagrał The Mantle – album o charakterze bardziej post-rockowym niż metalowym. Spowodował on, że media zwróciły więcej uwagi na zespół, który zaczął pojawiać się w popularnej prasie muzycznej.
Pierwszy koncert Agalloch zagrał 6 marca 2003 w rodzinnym Portland, a w maju wyruszył w trasę. Kolejny minialbum pt. Tomorrow Will Never Come wydano w 2004 roku. Zawierał również eksperymentalną kompozycję oraz zremiksowane wersję utworu z The Mantle. Ostatni album grupy Ashes Against the Grain powstał w 2006 roku. Pojawiło się na nim wiele akustycznych brzmień.

## Muzycy
| Ostatni skład zespołu - Don Anderson – gitara, instrumenty klawiszowe, wokal wspierający (1995-2016) - John Haughm – gitara, wokal prowadzący (1995-2016), perkusja (1996-2004), gitara basowa (1997) - Jason William Walton – gitara basowa (1997-2016) - Aesop Dekker – perkusja (2007-2016) | Byli członkowie zespołu - Shane Breyer – instrumenty klawiszowe (1996-1998) - Chris Greene – perkusja (2004-2007) |

## Dyskografia

### Albumy studyjne
- Pale Folklore (1999)
- The Mantle (2002)
- Ashes Against the Grain (2006)
- Marrow of the Spirit (2010)[4]
- The Serpent & The Sphere(2014)

### Minialbumy
- Of Stone, Wind and Pillor (2001)
- Tomorrow Will Never Come (2003)
- The Grey (2004)
- Agalloch / Nest (2004)
- The White (2008)

### Inne wydawnictwa
- From Which of This Oak demo (1996)
- Untitled (1998)
- The Mantle 2 x LP winylowe (2005)
- Pale Folklore 2 x LP winylowe (2005)
- A Quiet Disenchantment (2008) zbiór nagrań z wydanych EP (z wyjątkiem White EP)

## Wideografia
- The Silence of Forgotten Landscapes (DVD, 2009)